# Modri žerjav
Modri žerjav (znanstveno ime Grus paradisea), znan tudi kot Stanleyjev žerjav in rajski žerjav, je nacionalna ptica Južne Afrike. Vrsta je na seznamu ranljivih vrst IUCN.

## Opis
Modri žerjav je visoka ptica, ki živi na tleh, vendar je po standardih družine žerjavov precej majhna. Visok je 100–120 cm, razpon kril je 180–200 cm in tehta 3,6–6,2 kg. Med standardnimi merami meri tetiva krila 51,4–59 cm, izpostavljeni del glave 8–10 cm, nart pa 20,5–25,2 cm. Ta žerjav je bledo modro-sive barve, ki na zgornjem delu glave, vratu in tilniku postane temnejši. Od vrha glave do kril je perje izrazito svetlejše, včasih belkasto. Kljun je oker do sivkast, z rožnatim odtenkom. Dolga peresa na konicah kril se vlečejo do tal. Primarna peresa so črne do skrilasto sive, s temnimi pokrovnimi in črnkastimi peresi na sekundarnih peres. Za razliko od večine žerjavov ima relativno veliko glavo in sorazmerno tanek vrat. Mladiči so podobni, vendar nekoliko svetlejši, z rjavkasto obarvanostjo na glavi in brez dolgega perja na krilih.

## Habitat
Modri žerjavi so ptice suhih travnatih višavij, običajno pašnih trav v hribih, dolinah in ravnicah z nekaj raztresenimi drevesi. V gnezditveni sezoni imajo raje območja, ki imajo dostop do višavja in mokrišč, čeprav se skoraj v celoti prehranjujejo na suhih območjih. So višinski selivci, ki običajno gnezdijo na nižjih travnikih na nadmorski višini od 1300 do 2000 m in se pozimi selijo na nižje nadmorske višine.

## Gibanje in vedenje
Od 15 vrst žerjavov ima modri žerjav najbolj omejeno razširjenost. Tudi vrste z nižjim številom populacij (kot so sibirski žerjav (Leucogeranus leucogeranus) ali ameriški žerjavi (Grus americana)) se med selitvami pojavljajo na precejšnjem območju. Modri žerjav je selitvena ptica, predvsem višinska, vendar so podrobnosti malo znane.
Modri žerjav je delno družaben, manj pa med gnezditveno sezono. V skupinah obstaja stroga hierarhija, pri čemer prevladujejo večji odrasli samci. Njihovo območje razširjenosti se prekriva s tremi drugimi vrstami žerjavov, vendar interakcije s temi vrstami in drugimi pticami tipa 'veliki pobrežniki' niso znane. Med gnezditveno sezono agresivno varujejo svoja gnezdišča in celo napadajo nedolžne, ne plenilske živali, kot so antilope, govedo, želve, deževniki in najmanjše ptice, kot so vrabci. Tudi ljudje so napadeni, če se gnezdu približajo preblizu, pri čemer agresivni samec v takih primerih strga oblačila in teče kri. Grožnje za njihova jajca in mladiče vključujejo velike savanske in belogrle varane, kače, ki jedo jajca, lisice, šakale, ptice roparice, surikate in mungose.

## Hranjenje
Modri žerjavi se hranijo s tal in se zdi, da se redko hranijo v bližini mokrišč. Večino njihove prehrane sestavljajo trave in šaši, s katerimi se hranijo številne vrste glede na bližino gnezd. Redno so tudi žužkojedi in se hranijo s številnimi, velikimi žuželkami, kot so kobilice. Majhne živali, kot so raki, polži, žabe, majhni kuščarji in kače, lahko dopolnjujejo prehrano, pri čemer se takšna hrana, bogata z beljakovinami, pogosto razgradi in z njo hranijo mladiče.

## Razmnoževanje
Obdobje razmnoževanja je zelo sezonsko, jajca so zabeležena med oktobrom in marcem. Nastajanje parov med skupinami se pogosto začne oktobra, pri čemer oba potencialna starša tečeta v krogih drug z drugim. Samec se nato vključi v 'ples', meče različne predmete v zrak in nato skoči. Sčasoma se zdi, da se samica iz skupine in samec 'izbereta' drug drugega in oba začneta ples metanja predmetov in skakanja. Po plesu se parjenje začne v približno dveh tednih.
V veliki večini znanih gnezd se odložita dve jajci (redko eno ali tri). Tako samci kot samice valijo, samec pogosto vali ponoči in podnevi brani ozemlje gnezda, medtem ko samica vali. Faza valjenja traja približno 30 dni. Mladiči so sposobni hoditi po dveh dneh in kmalu zatem dobro plavajo. Hranijo jih predvsem matere, ki jim hrano izbljuvajo v usta. Piščanci se operijo v starosti 3–5 mesecev. Za mladiče še naprej skrbijo do naslednje gnezditvene sezone, ko jih starši preženejo.

## Upad
Čeprav je v delih svojega zgodovinskega območja razširjenosti še vedno pogosta in je ostalo približno 26.000 osebkov, je njegova populacija začela nenadno upadati okoli leta 1980 in je zdaj uvrščena med ranljive vrste.
V zadnjih dveh desetletjih je modri žerjav večinoma izginil iz Vzhodnega rta, Lesota in Esvatinija. Populacija v severni Svobodni državi, Limpopu, Gautengu, Mpumalangi in Severozahodni provinci se je zmanjšala za do 90 %. Večina preostale populacije je v vzhodni in južni Južni Afriki, z majhno in ločeno populacijo v gorovju Etoša v severni Namibiji. Občasno najdemo izolirane gnezditvene pare v petih sosednjih državah.
Glavni vzroki za nenaden upad modrega žerjava so rast prebivalstva, preureditev travišč v komercialne nasade dreves in zastrupitve: namerne (za zaščito pridelkov) ali nenamerne (vabe, namenjene drugim vrstam, in kot stranski učinek posipanja pridelkov).
Južnoafriška vlada je okrepila pravno zaščito modrega žerjava. Drugi ohranitveni ukrepi se osredotočajo na raziskave, upravljanje habitatov, izobraževanje in pridobivanje pomoči zasebnih lastnikov zemljišč.
Modri žerjav je ena od vrst, za katere velja Sporazum o ohranjanju afriško-evrazijskih selitvenih vodnih ptic (AEWA).
Od oktobra 2021 je modri žerjav s strani IUCN uvrščen med zmerno izčrpane vrste.

## Kulturne reference
Modri žerjav je kulturno pomemben za ljudstvo Xhosa, ki ga imenujejo indwe (zastava). Tradicionalno je bil moški, ki se je odlikoval v bitki ali kako drugače, pogosto odlikovan s strani poglavarja z modrim žerjavovim perjem na slovesnosti, imenovani ukundzabela. Moški, ki so bili tako počaščeni in so nosili perje, ki jim je štrlelo iz las, so bili znani kot možje ugaba (težave) – kar je pomenilo, da bodo v primeru težav ponovno vzpostavili mir in red.
Pomembna je tudi za Zuluje, katerih kralji in bojevniki so nosili eno ali več peres kot pokrivalo.
Zaradi povezave z bojevniki in junaštvom je bila ustanovljena medalja Isitvalandve v čast tistim, ki so »izjemno prispevali in se žrtvovali k osvobodilnemu boju«, torej tistim, ki so se na različne načine uprli režimu apartheida v Južni Afriki (1949–1991). Isitvalandve pomeni »tisti, ki nosi perje redke ptice« ali modrega žerjava.
Modri žerjav je tudi nacionalna ptica Južne Afrike.